# Pelecanus occidentalis murphyi
Pelecanus occidentalis murphyi, llamado comúnmente: pelícano pardo del Pacífico, es una subespecie del pelícano pardo (Pelecanus occidentalis), un ave perteneciente a la familia de los pelícanos (Pelecanidae) que habita, con varias subespecies, en las costas de América desde el sur de los Estados Unidos hasta Brasil. Esta subespecie es la que se encuentra en las islas y costas de la América tropical que baña el océano Pacífico.

## Características

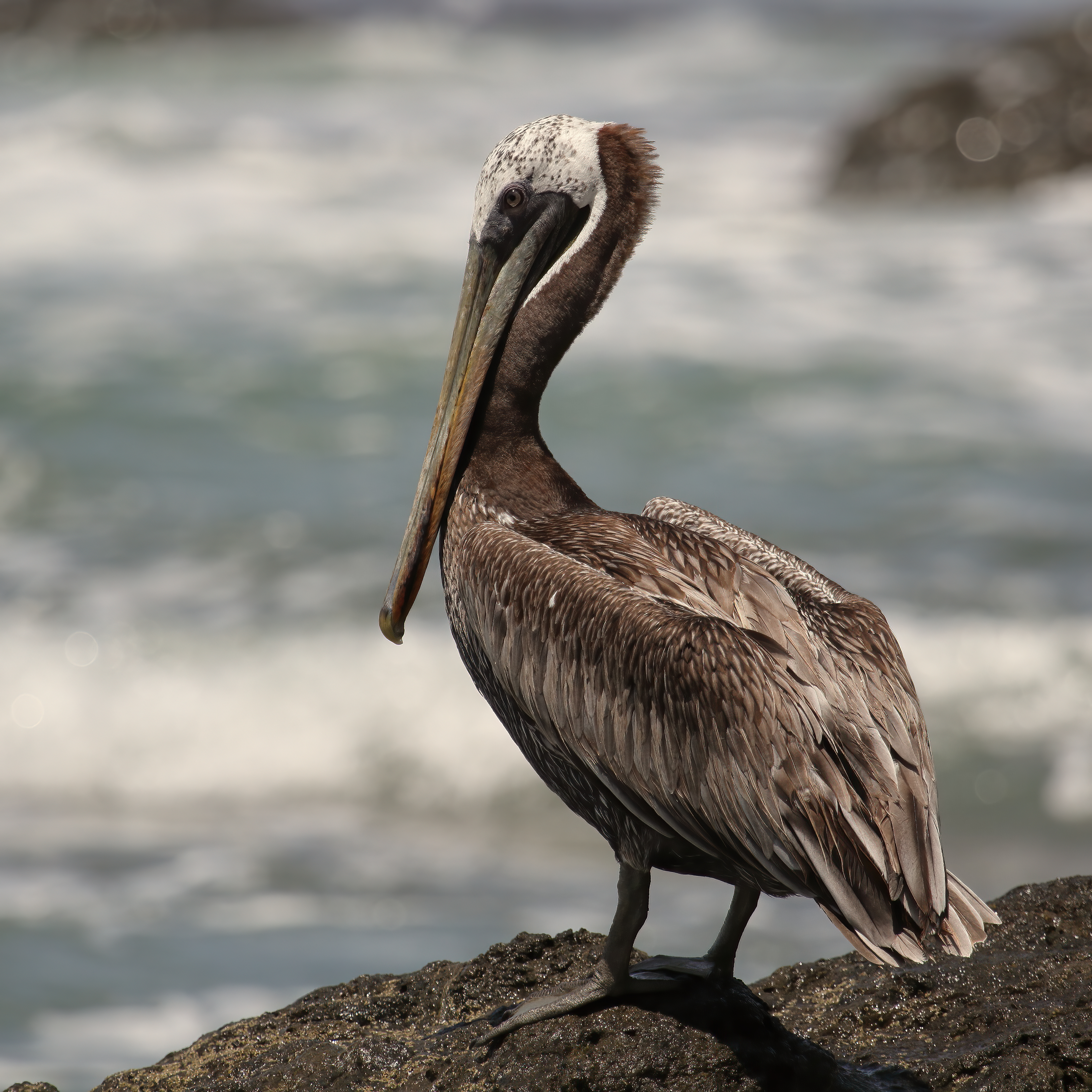
Un ejemplar en Costa Rica.

Es un ave oscura y pesada. Los sexos son similares en el color del plumaje; ambos cuentan con un largo de unos 104 cm, siendo de menor tamaño que la raza ubicada hacia el norte, y que la especie similar ubicada hacia el sur: el pelícano peruano. La característica más llamativa es que tiene suspendida de la mitad inferior de su pico una enorme bolsa de piel desnuda, de un volumen de unos 11 litros, dos o tres veces mayor que su propio estómago. A esta bolsa la emplea para pescar, dejando que el agua drene por los bordes antes de tragar los peces. Estos no los lleva en la bolsa, lo hace en la garganta o en el esófago. También la bolsa desplegada le permite enfriar su sangre bajo un intenso calor.
Durante la época reproductiva, la cabeza es blanca con un lavado de color amarillo pálido en la corona y una cresta nucal castaña; muestra una franja de color amarillento en la bolsa gular; el largo pico gris ostenta un tinte rosáceo a rojo en el ápice; el cuello dorsal posee una banda marrón caramelo; todo el resto del dorso, la rabadilla, y la cola están veteados de gris y pardo oscuro; el pecho y el vientre son de color marrón negruzco; los ojos son de color amarillo pálido y la piel a su alrededor es rojiza; las patas y pies son de color negro, con membrana interdigital, la cual une los cuatro dedos.
Fuera de la época de reproducción toda la cabeza y el cuello es blanco; y el pico gris. 
Los inmaduros tienen el cuello pardo y las partes inferiores blancas.

## Medidas

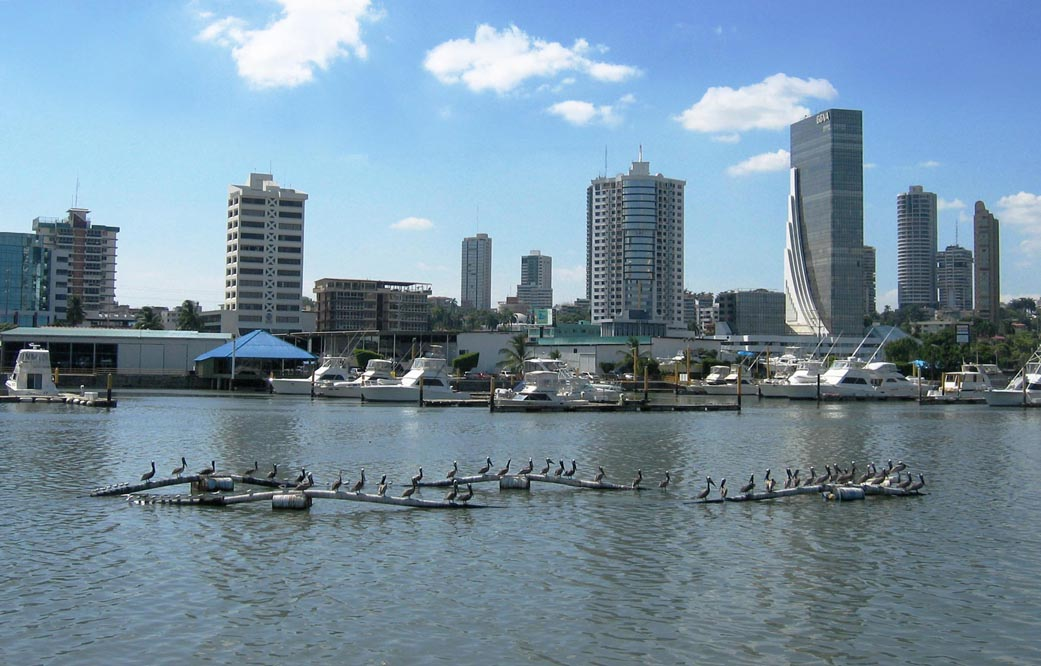
Pelícanos pardos del Pacífico en la bahía de Panamá, en la ciudad de Panamá.

Estas son las medidas lineales en mm:
- Ala, longitud promedio: 
  - Machos: 513 (rango entre 505 y 526)
  - Hembras:  485 (rango entre 478 y 494)

- Culmen, longitud promedio: 
  - Machos: 328 (rango entre 310 y 346)
  - Hembras: 293 (rango entre 289 y 297)

- Cola, longitud promedio: 
  - Machos: 135 (rango entre 127 y 162)
  - Hembras: 139 (rango entre 123 y 175)

- Tarso, longitud promedio:
  - Machos: 77 (rango entre 69 y 81)
  - Hembras: 71  (rango entre 61 y 76)

## Distribución
Esta subespecie habita en las costas del océano Pacífico desde Colombia hasta el norte del Perú. Las poblaciones del sur de América central es posible que pertenezcan a esta subespecie. Fuera de la temporada reproductiva migra en pequeños grupos hacia el norte o el sur, llegando regularmente hasta las costas del centro del Perú, siendo más al sur sólo una especie vagante, con hartos registros en la desembocadura del río Lluta, Arica en las costas del norte y en la costa central de Chile.
Al norte de su área de nidificación, en las costas del océano Pacífico de Norteamérica, habita una subespecie similar: el pelícano pardo de California (Pelecanus occidentalis californicus).

## Alimentación
Este pelícano se alimenta sobre todo de pescado, que captura en las aguas marinas cercanas a la costa, pues rara vez se lo ve extraviado lejos de ellas. Para capturar los peces utiliza su enorme bolsa a modo de red, dejando que el agua drene por los bordes antes de tragar la pesca así obtenida. También emplea otra técnica: se zambulle desde alturas de hasta 10 m. No se sumergen. Acude a los botes pesqueros en busca de desperdicios y desechos, además de emplearlos como sitios de descanso.
A pesar de que un adulto requiere por lo menos 1,7 kg de pescado al día, se ha demostrado que no compiten con los pesca comercial o deportiva, ya que no comen especies de peces de la misma calidad de los que se alimentan los humanos.

## Reproducción
Nidifica en colonias. En Costa Rica se han registrado colonias en la isla Guayabo del golfo de Nicoya, donde crían unas 500 parejas, y en la isla Bolaños de la bahía Salinas, al sur de la frontera con Nicaragua, donde lo hacen 250 parejas. ( La localidad de cría más austral se encuentra en la isla Santa Clara en el golfo de Guayaquil, Ecuador.
Emplazan los nidos sobre árboles, arbustos, o en el suelo. Los situados en los árboles están hechos de juncos, pastos, paja, y ramas. Los nidos ubicados en el suelo están forrados con plumas y poseen un borde de tierra construida por encima del nivel suelo. Los machos seleccionan los sitios de anidación y realizan un despliegue visual para atraer a una hembra. Una vez que la pareja se forma, la comunicación entre ellos es mínima. El mayor porcentaje de nidos ocurre durante marzo y abril. La hembra ovipone 2 o 3 huevos de un color blanco tiza, de un peso de 63,5 gramos en promedio. La incubación se prolonga entre 28 a 30 días. A los nidos en el suelo, las crías los abandonan 35 días después de la eclosión; a los nidos posicionados en las copas de los árboles, las crías los abandonan de entre 63 a 88 días después de la eclosión, para emprender su primer vuelo. La edad de madurez sexual o reproductiva, en machos es de 730 días, y en hembras, es de 365 días. 
El peso de los adultos es de 3116 gramos en promedio.
Estudios sugieren que en promedio sólo el 30% de los pichones sobreviven al primer año de vida, y menos del 2% viven más de 10 años. La longevidad máxima es de 43 años.